# Масюковщина (платформа)
Масюко́вщина (бел. Масюкоўшчына) — железнодорожный остановочный пункт Минского отделения Белорусской железной дороги на линии Минск-Пассажирский — Молодечно, расположенный в Минске, между станцией Минск-Северный (до 2011 года — остановочным пунктом Радиаторный) и остановочным пунктом Лебяжий на перегоне Минск-Северный — Ждановичи.

## История
Остановочный пункт пригородных поездов был открыт в 1951 году на железнодорожной линии, которая была открыта 14 января 1873 года как пусковой участок Вильня — Минск Либаво-Роменской железной дороги.
В 1963 году остановочный пункт был электрифицирован переменным током (~25 кВ) в составе участка Минск — Олехновичи, который стал первым электрифицированным участком Белорусской железной дороги.
В 2009 году Белорусская железная дорога совместно с Минским городским и областным исполнительными комитетами разработала и утвердила совместный план действий по организации в Минске внутригородских перевозок пассажиров железнодорожным транспортом. Согласно этому плану в 2010—2011 годах проводилась реконструкция остановочного пункта, в ходе которой был организован пересадочный узел с наземными видами пассажирского транспорта, возведены новые пассажирские платформы, установлены навесы, построен подземный пешеходный переход.
В 2013 году было завершено строительство третьего железнодорожного электрифицированного пути до станции Ждановичи.

## Устройство
Остановочный пункт состоит из двух прямых пассажирских платформ, длиною по 235 метров. Платформа в направлении центра города является островной, платформа в направлении Молодечно — береговая, на обоих платформах установлены защитные навесы. Пересечение железнодорожных путей на остановочном пункте осуществляется по подземному пешеходному переходу, там же находятся входы-выходы на платформы. Имеются несколько билетных касс (работают круглосуточно), которые расположены на южном выходе со станции, на улице Михася Лынькова.

## Пассажирское сообщение
На платформах остановочного пункта останавливаются электропоезда региональных линий экономкласса (они же пригородные электрички), следующие до станций Молодечно (9 пар электропоездов в сутки) и Гудогай (6 пар в сутки); а также электропоезда городских линий, которые следуют до станции Беларусь, расположенной в Заславле (всего 18 пар электропоездов в сутки). Время в пути до Гудогая составляет 2 часа 59 минут, до Молодечно — 1 час 35 минут, до станции Минск-Пассажирский — 10 минут.
На выходах со станции расположены остановки городского общественного транспорта (автобус, троллейбус) от которых отправляются маршруты в направлении центра города (железнодорожный вокзал), в микрорайоны Масюковщина, Серебрянка, Раковское Шоссе, Юго-Запад; к улицам Одоевского, Серова.

## Достопримечательности
Возле выхода со станции, на улице Тимирязева расположен памятник советским военнопленным на месте бывшего Масюковщинского лагеря смерти. Лагерь «Штатлаг № 352», он же Лесной лагерь был создан в июле 1941 года немецко-фашистскими захватчиками для массового физического уничтожения советских военнопленных и имел несколько филиалов. Был огорожен несколькими рядами заборов из колючей проволоки, высотой 2—5 метра с охранными вышками. Пленные располагались в летних бараках и полуразрушенных зданиях; на сутки одного человека приходилось 100—200 грамм эрзацхлеба и ⅓ литра баланды. В концлагере была установлена жёсткая система казней и массовых убийств. После выхода Италии из гитлеровской коалиции, сюда свозили пленных итальянских солдат. За время существования концлагеря до 3 июля 1944 года, здесь были убиты более 80 тысяч советских граждан
В 1949 году на месте бывшего концлагеря был установлен памятник-монумент: стена-посвящение и ротонда, в которой хранится книга с именами части убитых (более 9 тысяч человек).